# Coordination visuo-motrice
La coordination visuo-motrice implique que les mouvements des différents segments du corps soient coordonnés à l’information visuelle perçue préalablement et en cours d’exécution.

## Signification du terme coordination
La coordination comprend une notion d’intentionnalité ainsi que d’organisation spatiale et temporelle des actions. 
Les actions impliquent généralement un enchaînement des composantes du mouvement et doivent être ajustées à l’environnement de façon adéquate. Henderson & Henderson (2003) définissent la coordination comme étant un « descripteur de la demande de contrôle des mouvements à différents niveaux hiérarchiques ».

## Implication de la vision dans la coordination motrice
Plusieurs aires corticales contribuent à la perception visuelle, mais il existerait deux grands systèmes corticaux de traitement de l’information visuelle : une voie ventrale (vers le lobe temporal) et une voie dorsale (vers le lobe pariétal). 
La voie ventrale est impliquée dans le traitement des propriétés visuelles « intrinsèques » des objets (ex. forme, couleur, etc.). Elle permet la perception consciente, la reconnaissance et l'identification de ceux-ci. La voie dorsale, quant à elle, assure le contrôle visuo-moteur. Pour ce faire, elle traite les propriétés « extrinsèques » des objets (ex. position spatiale, orientation ou taille). Ensuite, le cervelet, qui reçoit cette information sur l’intention du mouvement (du cortex sensoriel et moteur), indique au cortex moteur les caractéristiques requises pour effectuer le mouvement (direction, force, durée). En plus d’emmagasiner des séquences de mouvements apprises, le cervelet participe à l’ajustement et à la coordination des mouvements. Il permet alors de produire des mouvements fluides et harmonieux.

## Manifestations des difficultés de coordination visuo-motrice dans le quotidien de l’enfant
L’enfant se développe dans un environnement riche en informations visuelles. Pour utiliser ces informations, celles-ci doivent être bien comprises et traitées en cohérence avec les informations provenant des autres sens, particulièrement en ce qui a trait aux informations proprioceptives, vestibulaires et tactiles. Si la perception ou le traitement de ces informations est erroné, il deviendra plus difficile d’organiser des mouvements spécifiques à une tâche pour produire une action coordonnée. Ces difficultés pourront alors se refléter, entre autres, dans l’exécution de tâches liées aux activités scolaires (ex. difficulté au niveau de l’écriture, du découpage etc.) ou aux activités de la vie quotidienne (ex. manipuler des ustensiles, boutonner une chemise, lacer des souliers, se peigner, etc.),.

## En ergothérapie
Le rôle de l'ergothérapeute auprès d’un enfant avec un trouble de la coordination visuo-motrice va être de : 
- Faire une évaluation fonctionnelle de l’enfant lors de ses activités de la vie quotidienne pour voir quelles activités sont entravées  par son trouble
- Faire un plan d’intervention avec des objectifs pour améliorer sa coordination visuo-motrice en fonction de ses intérêts/loisirs tout en graduant le niveau de difficulté.

### Exemples d’activités en ergothérapie pour travailler la coordination visuo-motrice
- L’enfant lance le ballon au sol à deux mains puis le rattrape.
- L’enfant doit lancer un ballon sur une grande image fixée sur un mur. Il doit le rattraper de très près pour commencer, puis en prenant de la distance graduellement[8].